# Volvo TR670
Die Volvo TR 670-Serie war eine Reihe von Taximodellen, die Volvo von 1930 bis 1937 baute. Der Modellname steht für  TRafikvagn („Taxi“), 6 Zylinder, 7 Sitze; die dritte Ziffer zeigt die Version an.

## TR 670-674
Mit der Einführung der Sechszylinderserie PV 650 1929 hatte Volvo ein ausreichend großes und robustes Automodell, mit dem sie auch im lukrativen Taximarkt konkurrieren konnten. Die TR670-Serie wurde im Februar 1930 eingeführt. Volvo verlängerte den Radstand um 150 mm auf 3100 mm und machte aus dem PKW so einen Siebensitzer mit zwei klappbaren Notsitzen im Passagierraum. Der Wagen entstand in zwei Versionen: Der TR S (Stad, “Stadt”) besaß eine Trennscheibe aus Glas zwischen dem Fahrersitz und dem Passagierraum. Dieser Wagen hatte auch eine höhere Dachlinie, damit die Herren ihren Zylinder während der Fahrt nicht abnehmen mussten. Der TR L (Landsort, “Land”) hatte diese Trennscheibe nicht und besaß die gleiche Dachlinie wie der normale PV 651. Bald änderte man die Modellnamen in TR 671 and TR 672, entsprechend der Nomenklatur PV 650 / PV 651 / PV 652. Wie auch bei der PV650-Serie gab es auch Fahrgestellversionen der TR670-Serie.
Die Wagen wurden im Frühjahr 1931 durch die Versionen TR 673 und TR 674 ersetzt. Diese Wagen besaßen längere und breitere Aufbauten um mehr Platz für die Passagiere zu erhalten.
Im Januar 1932 erhielten die Taxis Motoren vom Typ EB mit größerem Hubraum von 3366 cm³ und Dreiganggetriebe mit synchronisiertem 2. und 3. Gang.

### Versionen
(Quelle:)
- TR 670: Fahrgestell. 1930–1934. 88 Stück.
- TR 671: Taxi mit Trennscheibe.1930–1931.
- TR 672: Taxi ohne Trennscheibe. 1930–1931.
- TR 673: Taxi mit Trennscheibe. 1931–1934. 233 Stück.
- TR 674: Taxi ohne Trennscheibe. 1931–1934. 138 Stück

Die Gesamtproduktion von TR671/672 waren 200 Stück.

## TR 676-679
Im April 1934 erhielten die Taximodelle ein neues, stabileres Fahrgestell mit X-förmig angeordneten Trägern, kleineren 17″-Felgen und Ganzstahlkarosserie ohne Holzrahmen. Der Radstand wurde nochmals um 150 mm auf 3250 mm verlängert, nicht aber bei den Stadtwagen, die den kürzeren Radstand und die höhere Dachlinie behielten.

### Versionen
(Quelle:)
- TR 675: Fahrgestell mit 3100 mm Radstand. 1934. 2 Stück.
- TR 676: Taxi mit Trennscheibe und 3100 mm Radstand. 1934–1935. 29 Stück.
- TR 677: Fahrgestell mit 3250 mm Radstand. 1934. 2 Stück.
- TR 678: Taxi mit Trennscheibe und 3250 mm Radstand. 1934–1935. 39 Stück.
- TR 679: Taxi ohne Trennscheibe, mit 3250 mm Radstand. 1934. 114 Stück.

## TR 701-704
1935 modernisierte Volvo seine Taximodelle erneut. Die Wagen erhielten EC-Motoren mit größerem Hubraum von 3670 cm³ und Kühlermasken in V-Form. 1937 wurde die Serie durch die PV 800-Serie abgelöst.

### Versionen
(Quelle:)
- TR 701: Taxi mit Trennscheibe und 3100 mm Radstand.1935–1937. 214 Stück.
- TR 702: Fahrgestell mit 3250 mm Radstand. 1935–1937. 11 Stück.
- TR 703: Taxi mit Trennscheibe und 3250 mm Radstand. 1935–1937. 181 Stück.
- TR 704: Taxi ohne Trennscheibe, mit 3250 mm Radstand. 1935–1937. 530 Stück.